# Elecciones estatales de Coahuila de 1993
Las elecciones estatales de Coahuila de 1993 se llevaron a cabo el domingo 26 de septiembre de 1993, y en ellas se renovaron los siguientes cargos de elección popular en el estado mexicano de Coahuila:
- Gobernador de Coahuila. Titular del Poder Ejecutivo del estado, electo para un periodo de seis años no reelegibles en ningún caso, el candidato electo fue Rogelio Montemayor Seguy.
- 38 ayuntamientos. Compuestos por un Presidente Municipal y regidores, electos para un periodo de tres años no reelegibles para el periodo inmediato.
- 20 diputados del Congreso del Estado. Electos por mayoría relativa en cada uno de los Distrito Electorales y ninguna Representación Proporcional.

## Antecedentes
La contienda para la renovación de gubernatura y ayuntamientos sería la última bajo organización de la Comisión Estatal Electoral, entonces dependencia del gobierno estatal priista, debido a la reforma política electoral en años venideros.<ref>«Gobernadores (14) Eliseo Mendoza». elsiglodetorreon.com.mx. 1 de diciembre de 2007. Consultado el 2 de octubre de 2020.

## Gobernador
Fuente: Instituto de Mercadotecnia y Opinión

## Ayuntamientos

### Región Norte

#### Ayuntamiento de Guerrero
|  | 83.70 % |

|  | 16.30 % |

|  | 76.17 % |

|  | 23.83 % |

#### Ayuntamiento de Hidalgo
|  | 100.00 % |

|  | 25.25 % |

#### Ayuntamiento de Jiménez
|  | 75.20 % |

|  | 24.80 % |

|  | 71.01 % |

|  | 28.99 % |

### Cinco manantiales

#### Ayuntamiento de Allende
|  | 48.19 % |

|  | 50.95 % |

|  | 0.01 % |

|  | 0.01 % |

|  | 0.01 % |

|  | 0.70 % |

|  | 0.07 % |

|  | 0.05 % |

|  | 78.17 % |

|  | 21.83 % |

#### Ayuntamiento de Morelos
|  | 39.67 % |

|  | 59.95 % |

|  | 0.38 % |

|  | 83.25 % |

|  | 16.75 % |

#### Ayuntamiento de Nava
|  | 29.30 % |

|  | 70.70 % |

|  | 73.63 % |

|  | 26.37 % |

#### Ayuntamiento de Villa Unión
|  | 45.58 % |

|  | 54.42 % |

|  | 80.55 % |

|  | 19.45 % |

#### Ayuntamiento de Zaragoza
|  | 47.37 % |

|  | 52.63 % |

|  | 76.49 % |

|  | 23.51 % |

### Región Carbonífera

#### Ayuntamiento de Juárez
|  | 1.76 % |

|  | 98.06 % |

|  | 0.18 % |

|  | 69.95 % |

|  | 30.05 % |

#### Ayuntamiento de Progreso
|  | 34.86 % |

|  | 54.40 % |

|  | 10.52 % |

|  | 0.21 % |

|  | 68.68 % |

|  | 31.32 % |

#### Ayuntamiento de Sabinas
|  | 12.71 % |

|  | 83.61 % |

|  | 3.26 % |

|  | 0.42 % |

|  | 74.87 % |

|  | 25.13 % |

### Región Desierto

#### Ayuntamiento de Cuatrociénegas
|  | 20.63 % |

|  | 65.98 % |

|  | 6.10 % |

|  | 5.47 % |

|  | 1.82 % |

|  | 61.21 % |

|  | 38.79 % |

#### Ayuntamiento de Lamadrid
|  | 46.09 % |

|  | 53.91 % |

#### Ayuntamiento de Sacramento
|  | 34.55 % |

|  | 65.45 % |

|  | 82.87 % |

|  | 17.13 % |

#### Ayuntamiento de San Buenaventura
|  | 27.46 % |

|  | 65.78 % |

|  | 0.69 % |

|  | 6.07 % |

|  | 57.23 % |

|  | 42.77 % |

### Región Centro

#### Ayuntamiento de Abasolo
|  | 94.41 % |

|  | 5.59 % |

|  | 75.86 % |

|  | 24.14 % |

#### Ayuntamiento de Candela
|  | 33.73 % |

|  | 63.12 % |

|  | 3.15 % |

|  | 79.54 % |

|  | 20.46 % |

#### Ayuntamiento de Escobedo
|  | 100.00 % |

|  | 100.00 % |

|  | 49.93 % |

|  | 50.07 % |

### Región Lagunera

#### Ayuntamiento de Matamoros
|  | 18.16 % |

|  | 41.37 % |

|  | 0.44 % |

|  | 7.53 % |

|  | 27.72 % |

|  | 3.09 % |

|  | 1.69 % |

|  | 68.08 % |

|  | 31.92 % |

#### Ayuntamiento de Viesca
|  | 20.82 % |

|  | 63.47 % |

|  | 15.71 % |

|  | 64.18 % |

|  | 35.82 % |

### Región Sureste

#### Ayuntamiento de Ramos Arizpe
|  | 4.69 % |

|  | 55.81 % |

|  | 0.42 % |

|  | 35.25 % |

|  | 2.44 % |

|  | 1.38 % |

|  | 64.48 % |

|  | 35.52 % |

## Diputados
La elección de 32 Diputados al Congreso del Estado fue la última edición que se realizó en Coahuila sin estar empatada con elección a gubernatura o ayuntamientos. Los 20 integrantes electos en contienda por mayoría relativa así como los 12 por representación proporcional solo durarían en sus cargos 2 años por única ocasión debido a que una reforma electoral ahora programaba la elección de diputados junto a la de ayuntamientos y cada 6 años con la de gobernador.  
|  | 29.84 % |

|  | 50.74 % |

|  | 0.53 % |

|  | 11.29 % |

|  | 2.85 % |

|  | 1.58 % |

|  | 0.17 % |

|  | 2.56 % |

|  | 0.44 % |

|  | 70.54 % |

|  | 29.46 % |

### 1.° distrito. Saltillo
|  | 37.52 % |

|  | 49.70 % |

|  | 0.65 % |

|  | 4.40 % |

|  | 1.72 % |

|  | 0.81 % |

|  | 0.26 % |

|  | 3.60 % |

|  | 1.32 % |

### 2.° distrito. Saltillo
|  | 28.58 % |

|  | 55.71 % |

|  | 0.57 % |

|  | 4.06 % |

|  | 4.75 % |

|  | 1.54 % |

|  | 0.44 % |

|  | 3.04 % |

|  | 1.31 % |

### 3.° distrito. Saltillo
|  | 30.94 % |

|  | 58.24 % |

|  | 0.97 % |

|  | 4.31 % |

|  | 1.04 % |

|  | 0.44 % |

|  | 4.05 % |

### 4.° distrito. Saltillo
|  | 27.56 % |

|  | 58.22 % |

|  | 1.15 % |

|  | 5.50 % |

|  | 1.33 % |

|  | 1.16 % |

|  | 0.33 % |

|  | 3.59 % |

|  | 1.16 % |

### 5.° distrito. Parras
|  | 20.56 % |

|  | 66.88 % |

|  | 0.39 % |

|  | 4.47 % |

|  | 4.42 % |

|  | 0.99 % |

|  | 0.29 % |

|  | 1.97 % |

|  | 0.04 % |

### 6.° distrito. Matamoros
|  | 16.95 % |

|  | 54.43 % |

|  | 0.23 % |

|  | 22.45 % |

|  | 2.13 % |

|  | 2.32 % |

|  | 0.03 % |

|  | 1.14 % |

|  | 0.32 % |

### 7.° distrito. Torreón
|  | 39.59 % |

|  | 42.19 % |

|  | 0.42 % |

|  | 10.18 % |

|  | 2.70 % |

|  | 1.55 % |

|  | 2.19 % |

|  | 1.18 % |

### 8.° distrito. Torreón
|  | 41.13 % |

|  | 43.19 % |

|  | 0.39 % |

|  | 9.76 % |

|  | 1.96 % |

|  | 0.38 % |

|  | 0.17 % |

|  | 2.11 % |

|  | 0.91 % |

### 9.° distrito. Torreón
|  | 36.12 % |

|  | 46.28 % |

|  | 0.57 % |

|  | 11.18 % |

|  | 2.22 % |

|  | 1.02 % |

|  | 0.17 % |

|  | 2.44 % |

### 10.° distrito. Torreón
|  | 37.57 % |

|  | 42.06 % |

|  | 0.50 % |

|  | 12.82 % |

|  | 3.36 % |

|  | 0.63 % |

|  | 0.13 % |

|  | 2.07 % |

|  | 0.86 % |

### 11.°_distrito._Torreón
|  | 31.70 % |

|  | 43.06 % |

|  | 0.36 % |

|  | 17.71 % |

|  | 3.63 % |

|  | 1.51 % |

|  | 0.19 % |

|  | 1.84 % |

### 12.° distrito. Francisco I. Madero
|  | 6.37 % |

|  | 51.73 % |

|  | 0.13 % |

|  | 25.56 % |

|  | 13.03 % |

|  | 1.70 % |

|  | 0.13 % |

|  | 0.91 % |

|  | 0.44 % |

### 13.°_distrito._San Pedro de las Colonias
|  | 12.74 % |

|  | 43.96 % |

|  | 0.54 % |

|  | 38.04 % |

|  | 2.55 % |

|  | 0.44 % |

|  | 0.08 % |

|  | 0.96 % |

|  | 0.70 % |

### 14.°_distrito._Frontera
|  | 29.47 % |

|  | 43.33 % |

|  | 0.39 % |

|  | 12.53 % |

|  | 2.53 % |

|  | 1.22 % |

|  | 0.12 % |

|  | 10.28 % |

|  | 0.14 % |

### 15.°_distrito._Monclova
|  | 37.90 % |

|  | 46.50 % |

|  | 0.68 % |

|  | 10.81 % |

|  | 0.68 % |

|  | 0.68 % |

|  | 0.14 % |

|  | 2.63 % |

### 16.°_distrito._Monclova
|  | 45.42 % |

|  | 39.77 % |

|  | 0.92 % |

|  | 10.24 % |

|  | 0.42 % |

|  | 1.13 % |

|  | 2.10 % |

### 17.°_distrito._Sabinas
|  | 34.10 % |

|  | 57.71 % |

|  | 0.30 % |

|  | 3.56 % |

|  | 2.43 % |

|  | 0.92 % |

|  | 0.07 % |

|  | 0.90 % |

### 18.°_distrito._Muzquiz
|  | 23.75 % |

|  | 58.55 % |

|  | 0.40 % |

|  | 8.12 % |

|  | 1.48 % |

|  | 3.08 % |

|  | 4.63 % |

### 19.°_distrito._Acuña
|  | 22.20 % |

|  | 59.89 % |

|  | 0.26 % |

|  | 6.59 % |

|  | 2.80 % |

|  | 7.28 % |

|  | 0.11 % |

|  | 0.85 % |

### 20.°_distrito._Piedras Negras
|  | 23.63 % |

|  | 54.11 % |

|  | 0.43 % |

|  | 17.05 % |

|  | 0.56 % |

|  | 2.80 % |

|  | 0.21 % |

|  | 1.20 % |

|  | 0.02 % |

### Diputados Electos a la LIII Legislatura
| Distrito        | Candidato electo                 |
| --------------- | -------------------------------- |
| I               | Horacio Veloz Muñoz              |
| II              | Gerardo García Narro             |
| III             | Enrique Anguiano Valdés          |
| IV              | María de Lourdes Garza Orta      |
| V               | Noé Garza Flores                 |
| VI              | Rodolfo Ayup Sifuentes           |
| VII             | José Reyes Blanco Guerra         |
| VIII            | Germán Froto Madariaga           |
| IX              | Demetrio Zúñiga Sánchez          |
| X               | Ricardo Mejía Berdeja            |
| XI              | José Luis Chaires Medina         |
| XII             | Jesús Contreras Pacheco          |
| XIII            | Pablo Gerardo Wong Sanabria      |
| XIV             | José David Galindo Montemayor    |
| XV              | Ana Patricia Ramos de los Santos |
| XVI             | José Ariel Venegas Castilla      |
| XVII            | José Luis Zertuche del Valle     |
| XVIII           | Antonio Nerio Rodríguez          |
| XIX             | Francisco Saracho Navarro        |
| XX              | Benito Martínez Guajardo         |
| Plurinominal 1  | Esperanza Olguín Hernández       |
| Plurinominal 2  | José Santos Navarro Lara         |
| Plurinominal 3  | Daniel Hernández Isaís           |
| Plurinominal 4  | Óscar Manuel Olveda Ramírez      |
| Plurinominal 5  | Erasmo López Villarreal          |
| Plurinominal 6  | José Antonio Alba Galván         |
| Plurinominal 7  | José Ángel Rodríguez Calvillo    |
| Plurinominal 8  | José Andrés García Villa         |
| Plurinominal 9  | Edmundo Gurza Jaidar             |
| Plurinominal 10 | Luis Ramírez Ríos                |
| Plurinominal 11 | Alberto González Domene          |
| Plurinominal 12 | Jorge G. Villarreal de la Cruz   |